# Вагов, Алексей Власович
Алексе́й Вла́сович Ва́гов (18 февраля 1905, Ростов-на-Дону — 6 мая 1971, Винница) — советский партийный деятель, в 1938—1945 первый секретарь ЦК Компартии Киргизии.

## Биография
Сын рабочего-литейщика. С 1923 года калильщик-инструментальщик Ростовского завода «Красный металлист». Член РКП(б) с октября 1925 г.
С 1929 года на комсомольской, партийной и профсоюзной работе:
- 1929 г. секретарь комитета ВЛКСМ завода Ростсельмаш, затем секретарь Миллеровского окружкома[где?] комсомола.
- 1930—1931 секретарь Камышинского райкома комсомола Нижне-Волжского края.
- 1931—1933 секретарь парткома Московского завода имени Ильича.
- 1933—1937 зам. начальника политотдела совхоза «Красная пойма» (под Москвой), парторг и секретарь парткома разных цехов московского автомобильного завода имени Сталина, председатель завкома ЗИС.
- сентябрь 1937 — январь 1938 председатель ЦК профсоюза автомобильно-велосипедной промышленности.

С февраля 1938 по 1945 год первый секретарь ЦК Компартии Киргизии.
К 15-летию Киргизской ССР награждён орденом Трудового Красного Знамени. Во время войны руководил размещением и запуском эвакуированных в Киргизию заводов. Награждён орденом Ленина (1.02.1945).
В июле 1945 года отозван в Москву с формулировкой «за допущенный падёж скота» (предшествующая зима в Киргизии была очень холодной, и погибло много овец).
Полгода отдыхал в санатории «Барвиха» (1945—1946).
В последующем — секретарь (1946—1950), 1-й секретарь (1950—1952) Винницкого городского комитета КП(б) — КП Украины, слушатель Высшей партийной школы при ЦК КПСС (1.1953 — 1955), заместитель председателя Винницкого облисполкома (1955—1961).
Член Центральной Ревизионной Комиссии ВКП(б) (21.3.1939 — 5.10.1952).
С 1961 года на пенсии.

## Награды
Награждён орденом Ленина и двумя орденами Трудового Красного Знамени.